# یواس‌اس بینگهام (ای‌پی‌ای-۲۲۵)
یواس‌اس بینگهام (ای‌پی‌ای-۲۲۵) (به انگلیسی: USS Bingham (APA-225)) یک کشتی بود که طول آن ۴۵۵ فوت (۱۳۹ متر) بود. این کشتی در سال ۱۹۴۴ ساخته شد.